# لینکس شمالی
لینکس شمالی (نام علمی: Lynx lynx lynx) یک زیرگونه با اندازه متوسط از لینکس اوراسیایی (Lynx lynx) است.
لینکس شمالی در فنواسکاندیا، کشورهای بالتیک، بخش شمالی و مرکزی لهستان (از جمله جنگل بیاوویسکا و پارک ملی کامپینوسکا)، بلاروس، بخش اروپایی غرب، شمال، مرکز و شرق روسیه، کوه‌های اورال و غرب سیبری از شرق تا رودخانه ینیسئی یافت می‌شود.